# فرودگاه بین‌المللی هونولولو

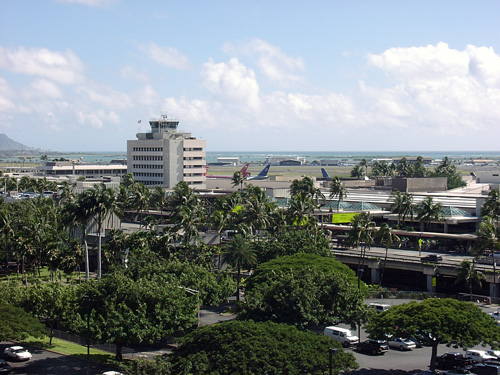
نمایی از فرودگاه

فرودگاه بین‌المللی هونولولو (به انگلیسی: Honolulu International Airport) فرودگاهی بین‌المللی است که در شهر هونولولو در ایالت هاوایی واقع شده و از پر رفت‌وآمدترین فرودگاه‌های آمریکا می‌باشد.